# جويل تودور
جويل تودور (بالإنجليزية: Joel Tudor)‏ هو متركمج أمريكي، ولد في 11 يونيو 1976 في سان دييغو في الولايات المتحدة.

## وصلات خارجية
- جويل تودور على موقع الرابطة العالمية لركوب الأمواج (الإنجليزية)
- جويل تودور على موقع EncyclopediaOfSurfing.com (الإنجليزية)